# University of Texas of the Permian Basin
Die University of Texas of the Permian Basin (auch UT Permian Basin oder UTPB genannt) ist eine staatliche Universität in Odessa im US-Bundesstaat Texas. Die Hochschule wurde 1973 gegründet und ist Teil des University of Texas System. Derzeit sind hier 3.406 Studenten eingeschrieben.

## Fakultäten
- Künste und Wissenschaften
- Pädagogik
- Wirtschaftswissenschaften

## Sport
Die Sportteams der UTPB sind die Falcons. Die Hochschule ist Mitglied der Heartland Conference.